# رنه ماگریت
رنه ماگریت (René Magritte) نقاش بلژیکی، یکی از برجسته‌ترین نمایندگان سوررئالیسم در نقاشی و ابداع‌کنندهٔ جناس تصویری است.

## زندگی

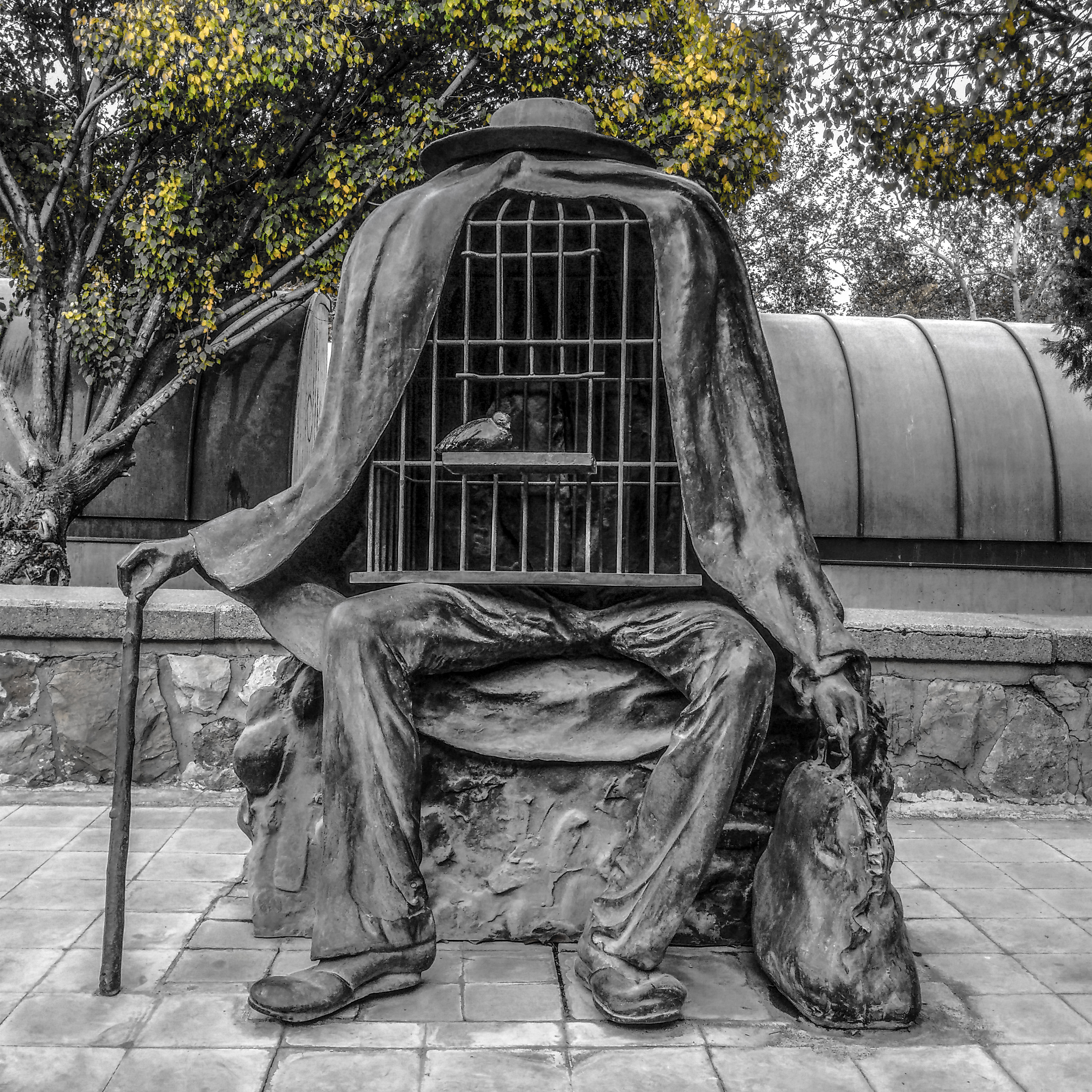
مجسمه شفاگر در موزه هنرهای معاصر تهران

در ۲۱ نوامبر ۱۸۹۸ در لسین بلژیک به دنیا آمد.
ماگریت کوچکترین پسر لئوپولد ماگریت خیاط بود. دربارهٔ دوران اولیهٔ زندگی ماگریت اطلاعات کمی وجود دارد. او طراحی را از سال ۱۹۱۰ شروع کرد. مادر او در ۱۲ مارس ۱۹۱۲ با غرق کردن خود در رودخانه خودکشی کرد. نقاشی‌های اولیهٔ ماگریت از حدود سال ۱۹۱۵ آغاز شد. ماگریت در سال ۱۹۲۲ با جرجت برگر، کسی که برای اولین بار او را در سال ۱۹۱۳ در بچگی دیده بود، ازدواج کرد.

## زندگی حرفه‌ای
او در آکادمی بروکسل آموزش دید. به کشورهای فرانسه، انگلستان، آلمان و هلند سفر کرد. اولین آثارش (اوائل دهه ۱۹۲۰)، نشان‌دهنده تأثیر پذیرفتن او از فوتوریسم و کوبیسم است.
در ۱۹۲۵ با انتشار دو مجله به نام‌های ازفاژ و ماری در زمینه معرفی هنر سوررئالیسم، آغازگر جنبش سوررئالیسم در بلژیک شد. از آن پس، با اثرپذیری از طرز نگرش کی ریکو که برتری شعر بر نقاشی را به او نشان داد، شیوهٔ شخصی خود را پدیدآورد. در سال‌های ۱۹۲۷ تا ۱۹۳۰ که در پاریس بود به جمع سوررئالیستها پیوست.
پس از آن به بروکسل برگشت و تا پایان عمر در آنجا ماند.
نقاشی‌های ماگریت پس از گذشت چند دهه توانست توجه عموم را جلب کند. با نمایش آثارش در نیویورک (۱۹۶۵)، لندن و پاریس، جایگاه شایستهٔ خود را در تاریخ هنر سدهٔ بیستم بدست آورد. سبک ویژهٔ او بر پوسترسازی، هنر تبلیغات و طراحی گرافیک بسیار اثر گذاشت.
او شیفتهٔ برهم‌کنش میان تصویر و نوشتار بود و از همنشینی این دو در بسیاری از نقاشی‌هایش بهره برد. گرایش او به کشف رازهای واژگان و اشاره به قراردادی بودن رمزگان‌های نوشتاری به‌ویژه در آثار مشهوری همچون کلید رؤیاها (۱۹۲۷ م) و خیانت تصویر (۱۹۲۹ م)، به آثارش ژرفای نشانه‌شناختی بیشتری می‌بخشد.

## گرایش هنری و فلسفی
ماگریت انگارهای شاعرانه‌اش را در قالب تصویرهایی عکس‌مانند عرضه می‌داشت؛ ولی اسلوب واقع‌نمایی را به قصد بازنمایی جنبهٔ قابل رویت چیزها بکار نمی‌گرفت، بلکه بدین وسیله بر حضور یا عمل رمزآمیز و ناشناختهٔ آن‌ها تأکید می‌کرد. از همین رو، در شیوه سوررئالیست او را نام رئالیسم جادویی نهادند.
در پرده‌هایی چون آدمکش مورد تهدید (۱۹۲۶)، تمامی مشخصات نقاشی‌های بعدی ماگریت را می‌توان بازشناخت: گزارشگری بغرنج، القای چیزهای غیرعادی به مدد چیزهای معمول، تحریف مقیاس‌ها، کیفیت شهوانی، شگفت‌آفرینی، رازگونگی و بیگانگی. اگرچه، او به مضمون‌های مختلف می‌پرداخت، شیوه‌اش را تغییر نداد. از همین شیوه در نقاشی دیواری نیز استفاده کرد.
کیفیت وهم‌گرایانه و رویاگونه سبک مگریت و منش کنایه‌دار و برانگیزنده آثارش او را در میان فراواقع‌گرایان صاحب بیانی ویژه می‌سازد. مگریت در کنار نقاشی برای گذران زندگی به کتاب‌نگاری و طراحی تبلیغاتی نیز می‌پرداخت. تجربیات او در این حوزه آثار نقاشیش را نیز گزیده‌گو و پرقدرت ساخته‌است.

## بررسی شباهت‌ها
تشابه جالبی میان برخی از آثار ماگریت مانندخوشبخت یا سلطنت نور با تعدادی از تابلوهای اوایل دوران سمبولیست وجود دارد. مخصوصاً اثر یکی از هموطنان ماگریت به نام ویلیام دیگوو دونانکوز، با این تفاوت که موضوع اصلی اثر دیگوو در نقاشی‌های ماگریت وجود ندارد. بدین معنا که ماگریت خیالات ذهنی خود را با استفاده از اثرگذاری رمانتیک نور غروب ارائه می‌کند در حالی‌که دیگوو با ارائهٔ غروب تنها بر حال و هوای نقاشی خود تأکید می‌کند.
در مجموعهٔ آثار سلطنت نور و همچنین دیگر آثار ماگریت ردی از رابطه با نقاش رمانتیک آلمانی،گاسپار دیوید فریدریش دیده می‌شود.
ماگریت هرگز آثار فریدریش را از نزدیک ندید بلکه از طریق کتاب‌ها و تصاویر به آن‌ها دسترسی پیدا کرد. می‌توان اینطور فکر کرد که با وجود مدرن‌گرایی سوررئالیسم قرن ۲۰ که در آثار ماگریت دیده می‌شود می‌توان گفت که در عمق وجود ماگریت گرایشی به رمانتیک به معنای وسیع کلمه حاکم بوده‌است.

## الهام‌گرفتگان از آثار ماگریت
هنرمندان معاصر تأثیر زیادی از آثار ماگریت گرفته‌اند که برخی از آن‌ها عبارت‌اند از: جان بالدساری، اندی وارهال، جاسپر جانز، مارتین کیپنبرگر
استفاده از شکل‌های گرافیکی ساده و تصاویر روزمره توسط ماگریت با کارهای پاپ آرتیست‌ها مقایسه شده‌است. تأثیر ماگریت در توسعه پاپ آرت به وضوح قابل تشخیص است؛ اگرچه، خود او این ارتباط را تکذیب می‌کرده‌است.

## موزه ماگریت
موزه ماگریت در ۳۰ مه ۲۰۰۹ در بروکسل برای عموم بازگشایی شد؛ که شامل حدود ۲۰۰ اثر اصلی نقاشی، طراحی و مجسمه‌سازی ماگریت شامل: بازگشت و سلطنت نور می‌باشد.
موزهٔ دیگری در بروکسل در خانهٔ سابق ماگریت، جایی که او با همسرش از سال ۱۹۳۰ تا ۱۹۵۴ زندگی می‌کرد، واقع است.

## سرقت مسلحانه تابلوی نقاشی رِنه ماگریت از موزه بروکسل
در سال ۲۰۰۹ تابلوهای نقاشی رِنه ماگریت، نقاش سورئالیست بلژیکی از موزه شهر بروکسل دزدیده شد.
محل برقراری این موزه در خانه‌ای که رنه ماگریت ۲۴ سال در آن زندگی و کار کرده بود، برگزار شد. او بیش از نیمی از آثارش را در این خانه نقاشی کرده بود، این موزه در کنار تابلوهای نقاشی این هنرمند نزدیک به ۱۰۰ تکه از وسایل شخصی او را نیز به نمایش درآورده بود.
این تابلوی نقاشی دزدیده شده که «المپیا» نام دارد، بیش از ۴ میلیون دلار ارزش داشت و سال ۱۹۴۸ نقاشی توسط او نقاشی شده بود.

## آثار
آثار ماگریت دوره‌های متفاوتی را نشان می‌دهند؛ در دوره‌ای تصاویری از اشیای سنگ‌گونه و در دوره‌ای نقاشی‌هایی از اشیایی که در کنارشان واژه‌های ناهمخوان نوشته‌است. آثار ماگریت مدام در حال تغییر بوده‌اند و در دوره‌هایی بازگشت‌هایی به آثار قبلی خود داشته‌است. دوره‌بندی و دسته‌بندی آثارش مشکل است ولی آثارش را می‌توان این گونه تقسیم‌بندی کرد:
- تلفیق عناصر و فضاهای واقعی برای خلق و نمایش دنیای فرا واقعی (حدود سال‌های ۱۹۲۵ تا ۱۹۳۵)
- نقاشی‌هایی متأثر از مکتب امپرسیونیسم
- سنگواره‌ها؛ ایجاد فضاهایی که در آن همه چیز با قواره واقعی اما سنگ‌گونه‌اند. به عبارتی، همه چیز سنگ شده‌است (حدود سال‌های ۱۹۵۰ تا ۱۹۵۹).
- نقاشی‌هایی از اشیای منفرد با نام‌گذاری متفاوت. این دوره از آثارش بازتابی از علاقهٔ او به فلاسفه‌ای مانند هگل، هایدگر، سارتر و فوکو است.
- بازگشت (۱۹۴۰)
- جزیرهٔ گنج (۱۹۴۵)
- اسرار افق (۱۹۵۵)
- شانزده سپتامبر (۱۹۵۶)
- خانوادهٔ بزرگ، فصل زیبا، هوای باز، پرنسس پاییز (۱۹۶۳)
- جنگ بزرگ، موسیقی عشق، پسر انسان (۱۹۶۴)

## مرگ
مگریت در دهه پایانی عمرش در دهه ۱۹۶۰ م. به شهرت و محبوبیتی بسیار دست یافت. سبک و موضوعات آثار مگریت و تصویرسازی‌های ذهنیش بر بسیاری از هنرمندان پس از وی، به‌ویژه در جنبش‌های هنری توده‌گرا، کمینه‌گرا و مفهومی تأثیر نهاد. در ۱۵ اوت ۱۹۶۷ به علت بیماری سرطان در شهر بروکسل درگذشت.